# Xu Tianlongzi
Xu Tianlongzi (n. 11 ianuarie 1991, Yantai⁠(d), Republica Populară Chineză) este o înotătoare chineză, medaliată olimpică. A participat la o ediție a Jocurilor Olimpice (2008) în care a câștigat o medalie de bronz.